# Justicia leucothamna
Justicia leucothamna là một loài thực vật có hoa trong họ Ô rô. Loài này được (Standl.) T.F. Daniel, Carnevali & Tapia mô tả khoa học đầu tiên năm 2005.